# مخروط بخار
مخروط بخار (به انگلیسی: Vapor Cone) که همچنین با نام‌های شوک گردنبندی یا شوک تخم مرغی شکل نیز شناخته می‌شود، یک ابر قابل مشاهده از آب‌های فشرده شده‌است که برخی اوقات در اطراف اشیاء تشکیل می‌شود. بخار مخروطی معمولاً در اطراف هواپیما یا هر شیء که در حال نزدیک شدن به سرعت صوت است قابل رویت می‌شود.
در این پدیده بخار آب موجود در اتمسفر مایع می‌شود و در نتیجه دیده می‌شود، همانطور که فشار هوا در طول امواج شوک به‌طور شدید تغییر می‌کند و با سرعت جریان مافوق صوت متناسب است. فشردگی هوا در اطراف یک هواپیما در پرواز در مناطق کم فشار و زیر صوت نیز وجود دارد که به‌طور معمول در شرایط مرطوب قابل رویت است اما این تأثیری برشکل‌گیری ابرهای مخروطی ندارد. بخار مخروطی تحت شرایطی که ما به اسم قانون Prandtl–Glauert singularity می‌شناسیم اتفاق می‌افتد. علاوه بر اینکه می‌توانیم امواج شوک را خود به خود قابل رویت کنیم، تراکم آب می‌تواند در فاصله بین دو قلهٔ موج شوک که توسط جسم متحرک به وجود آمده‌است، رخ دهد. با این حال، تشکیل این اثر لزوماً به شکستن دیوار صوتی، یا از طریق شتاب هواپیما به میزان ۱ ماخ نیاز ندارد.

## مثال‌ها
این گونه بخارها را معمولاً می‌توان در اطراف راکت‌های فضایی که در حال شتاب‌گیری هستند دید. به‌طور مثال آن‌ها را می‌توان گاه در هنگام پرتاب شاتل‌ها دید، بعد از ۲۵ تا ۳۳ ثانیه پس از پرتاب و به هنگام رسیدن سرعت شاتل به سرعت فرا صوت.اثر دیگری از این پدیده در فیلم‌های آرشیو شدهٔ انفجارهای هسته‌ای قابل مشاهده است. دانشمندانی که عملکرد تست اتمی را در طول آن تست در سال ۱۹۴۶ مشاهده می‌کردند نام این ابرهای فراصوتی را به خاطر ویژگی‌های مشابه‌اش با اثر و خاصیت ابرهای مخروطی ویلسون "ابرهای ویلسون" نامیدند.

## نگارخانه
جهت مشاهده در سایز بزرگتر، بر روی تصاویر کلیک کنید.

عملیات تقاطع, a nuclear explosion at the آب‌سنگ حلقوی بیکینی
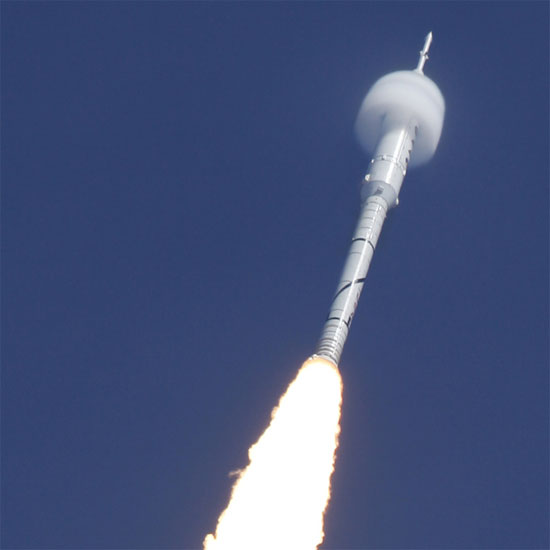
Ares I-X Test Rocket during launch October 28, 2009
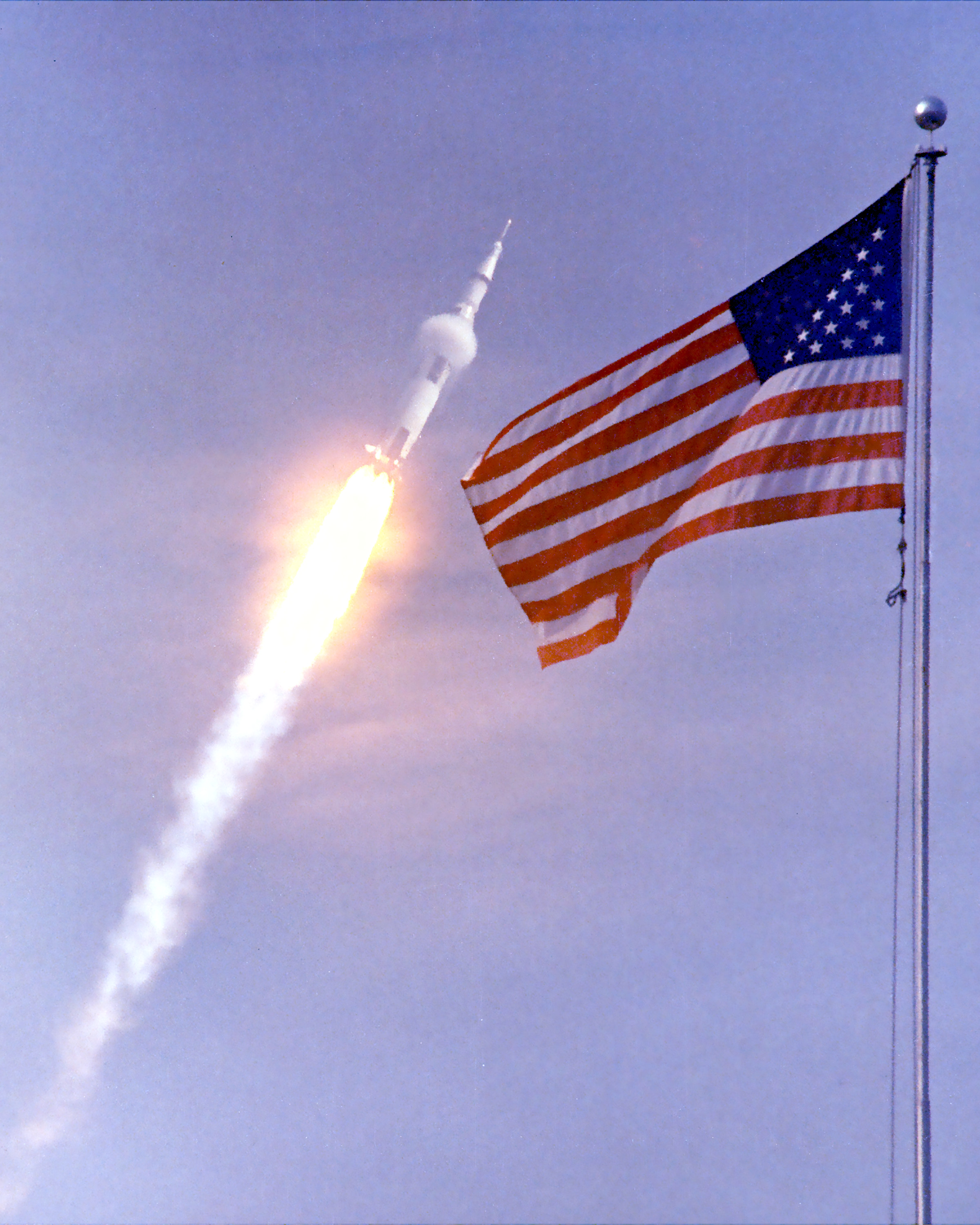
Condensation cone around the ساترن ۵ rocket carrying آپولو ۱۱.
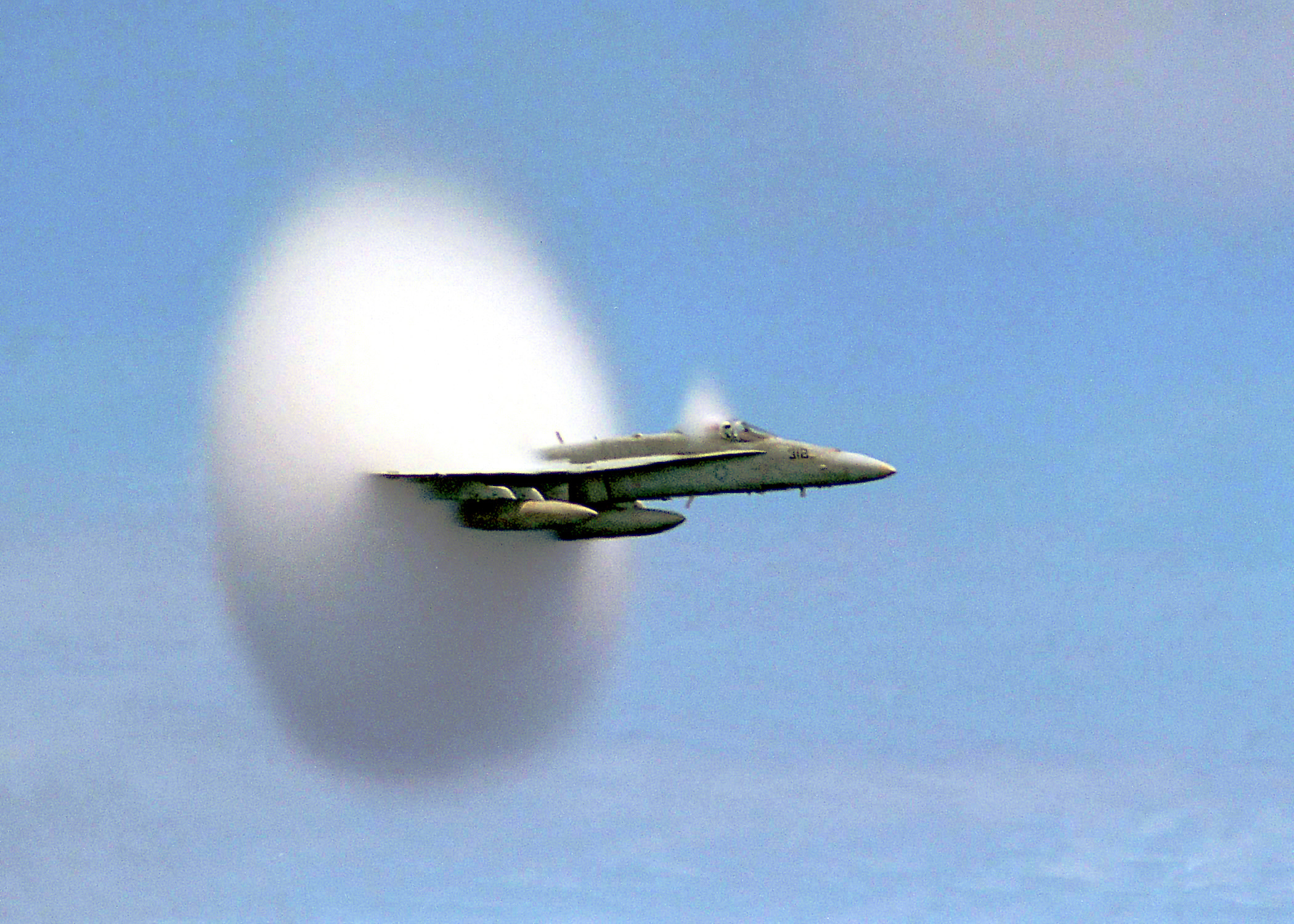
F/A-18 at transonic speed
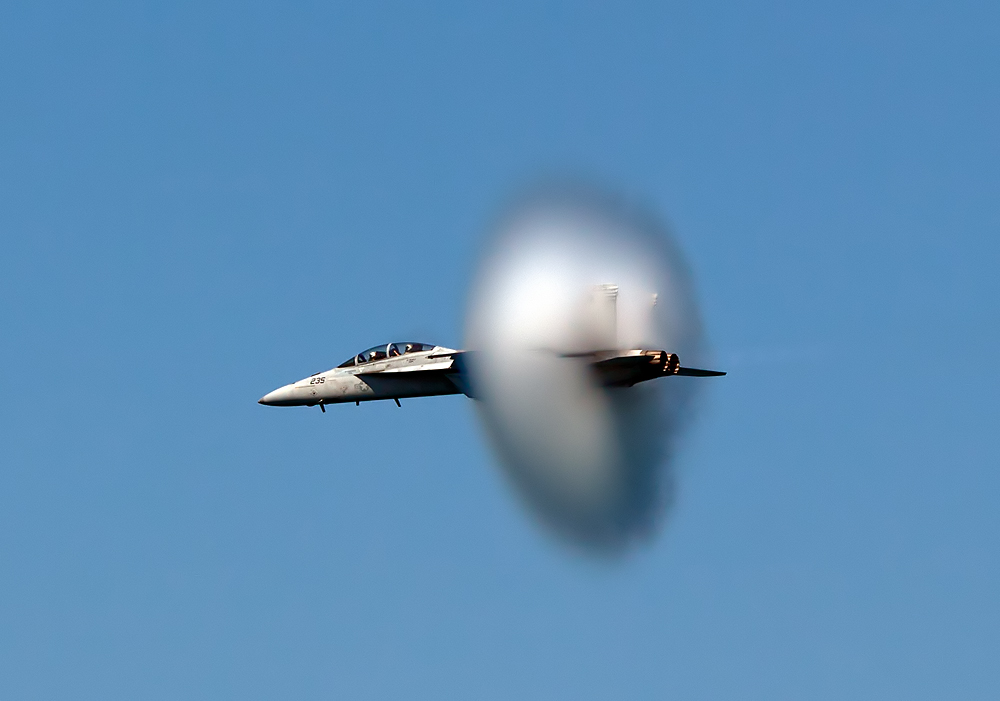
F/A-18E at transonic speed
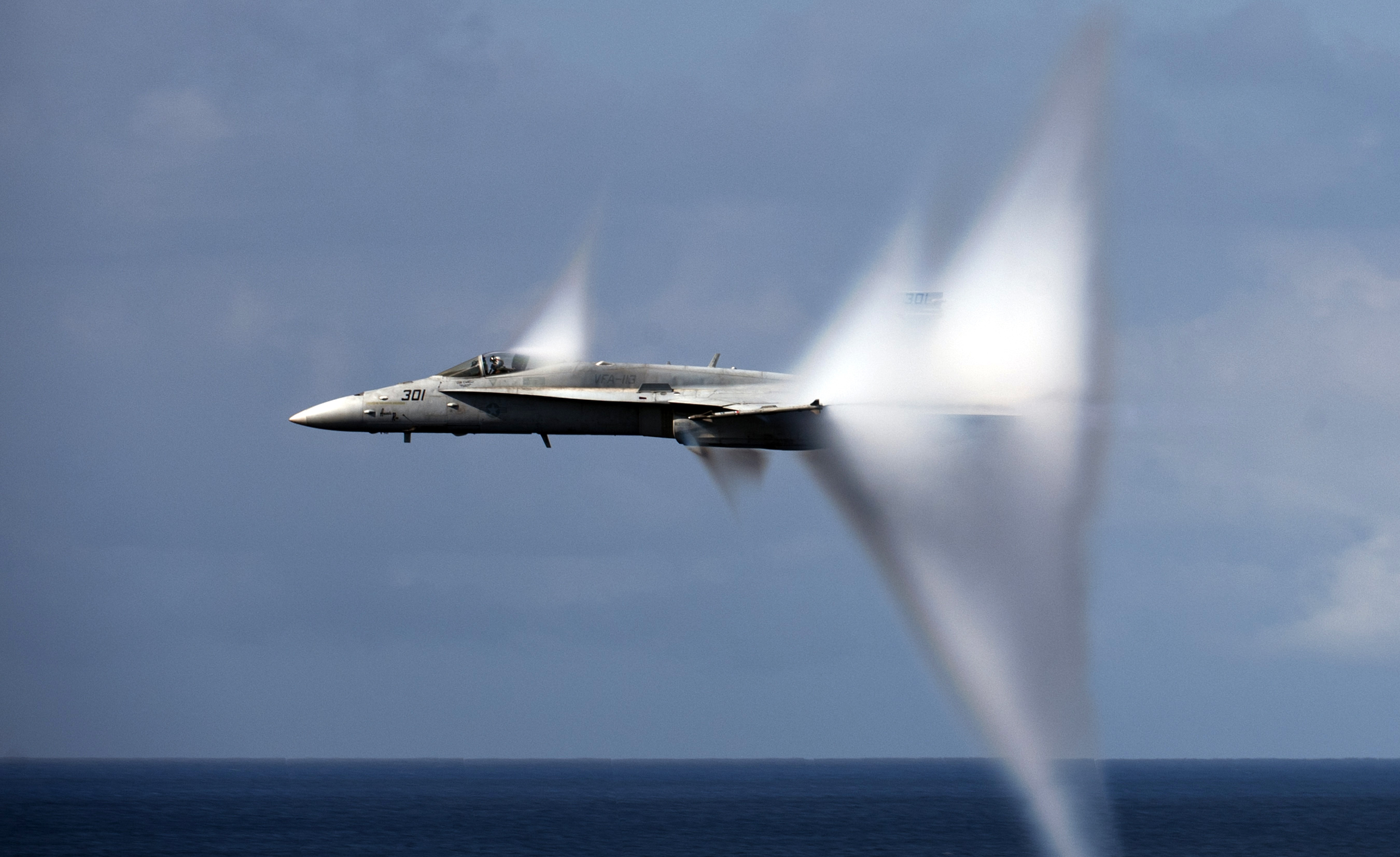
Complex set of condensation cones surround a F/A-18 at transonic speed